# Доходный дом С. П. Пенкиной
Доходный дом С. П . Пенкиной — здание в Пресненской районе Ценнетрального административного округа города Москвы, расположенное по адресу ул. Большая Никитская, д. 24/1 стр. 1.

## История
Получившая в наследство участок на Большой Никитской улице С. П. Пенкина заказала строительство доходного дома с магазинами архитекторам Б. М. Нилусу и А. Ф. Мейснеру. Здание возведено в 1905—1906 годах.
Было построено четырехэтажное здание с трехчастной композицией в стиле модерн. Вместе с тем дом сочетает в себе признаки архитектуры модерна и неоклассицизма. Так, к типично модерновым элементам дома можно отнести надоконные панно, женские маски, пластические формы балконов, керамическую плитку, использованную в оформлении стен и выпуклые стекла. К неоклассическим элементам можно отнести венки и гирлянды, общую симметричность композиции. Первоначально два боковых эркера дома имели балконы с флористической лепниной, на последнем этаже — овальные окна, центральную часть отделяли от боковых ризалитов еще два эркера, а средняя часть имела криволинейный аттик с рельефным панно, боковые ризалиты завершались козырьками. В настоящее время декоративное оформление дома во многом утрачено.
В 1910-е годы дом приобрел купец И. М. Юрасов.
Дом был подвергнут значительной реконструкции в 1920-е годы, когда квартиры были реорганизованы в коммунальные, в то время как на первом этаже сохранялись магазины.
В 2000—2010 годы здание прозвали «дом с голубями», поскольку на балконе второго этажа была установлена голубятня оригинальной конструкции.